# Campionati europei di tuffi 2013 - Trampolino 3 metri sincro femminile
La gara del trampolino sincro da 3 metri femminile dei campionati europei di tuffi 2013 è stata disputata il 23 giugno 2013 presso la Piscina Nettuno di Rostock in Germania e vi hanno partecipato 9 coppie di atleti. Il turno preliminare si è svolto al mattino e la finale ha avuto luogo nel pomeriggio.

## Medaglie
| Posizione | Atleta                           | Paese         |
| --------- | -------------------------------- | ------------- |
| Oro       | Tania Cagnotto Francesca Dallapé | Italia        |
| Argento   | Hanna Pysmenska Olena Fedorova   | Ucraina       |
| Bronzo    | Rebecca Gallantree Alicia Blagg  | Gran Bretagna |

## Risultati
| Pos. | Atlete                           | Nazionalità   | Eliminatorie | Eliminatorie | Finale    | Finale |
| Pos. | Atlete                           | Nazionalità   | Punti        | Pos.         | Punti     | Pos.   |
| ---- | -------------------------------- | ------------- | ------------ | ------------ | --------- | ------ |
|      | Tania Cagnotto Francesca Dallapé | Italia        | 300.90       | 2            | 324.30    | 1      |
|      | Hanna Pysmenska Olena Fedorova   | Ucraina       | 301.20       | 1            | 300.60    | 2      |
|      | Rebecca Gallantree Alicia Blagg  | Gran Bretagna | 291.90       | 3            | 292.17    | 3      |
| 4    | Kieu Duong Tina Punzel           | Germania      | 276.30       | 5            | 291.00    | 4      |
| 5    | Maria Polyakova Kristina Ilinykh | Russia        | 281.10       | 4            | 282.30    | 5      |
| 6    | Inge Jansen Celine van Duijn     | Paesi Bassi   | 271.80       | 6            | 277.50    | 6      |
| 7    | Flóra Gondos Zsófia Reisinger    | Ungheria      | 254.40       | 8            | 259.98    | 7      |
| 8    | Taina Karvonen Iira Laatunen     | Finlandia     | 261.03       | 7            | 258.45    | 8      |
| 16.5 | H09.5                            |               |              |              | 00:55.635 | O      |
| 9    | Eleni Katsouli Ioulianna Banousi | Grecia        | 222.51       | 9            |           |        |